# Тарасова, Ольга Петровна
Ольга Петровна Тарасова (урождённая Красильникова; 1883, Севастополь — 1990, СССР) — русская политическая и общественная деятельница, активистка революционного движения, член партии эсеров.

## Биография
Родилась в купеческой семье, в которой было четверо детей. В 13 лет потеряла отца.
В 1900 году окончила гимназию, работала волонтёром в столовой для голодающих крестьян в Херсонской губернии.
На следующий год поступила на медицинский факультет Женевского университета. Заинтересовалась программой партии эсеров.
В 1902 году вернулась в Россию. Работала в партийной типографии в Пензе, была арестована и сослана в Пензу, а затем в Архангельскую губернию. В 1905 году бежала из ссылки в Париж. В этом же году вернулась в Россию для участия в революции. Арестована в Курске, освобождена по амнистии, вернулась в Севастополь к матери, вступила в партию эсеров.
Вступила в брак с Борисом Фавстовичем Тарасовым, профессиональным революционером. В 1906 году у них родилась дочь Екатерина.
В 1907 году семья переехала в Петербург. Вместе с мужем арестована по обвинению в подготовке покушения на членов императорской семьи, выслана на вечное поселение в село Ялань Енисейской губернии.
В 1910 году по примеру мужа бежала из ссылки за границу, где познакомилась с создателем «боевой партии» Азефом и его женой. Получила задание переправить в Россию динамит, вернулась на родину.
В 1912 году родила вторую дочь — Веру. Через год вернулась в Россию, работала учителем в Красноярске.
В 1926 году вместе с детьми переехала в Самарканд. В 1931 году арестована, через восемь месяцев освобождена с ограничением права проживания в 12 крупных городах страны. Подала апелляцию, после удовлетворения которой получила право проживать в Москве.
В 1933 году арестована за оказание помощи заключённым эсерам, выслана на два года в Самарканд.
В 1937 году арестована во время встречи в Алма-Ате с мужем, отбывавшим там ссылку.  Приговорена к 10 годам лагерей. Муж приговорён к расстрелу.
Заключение отбывала в лагерных пунктах Севжелдорлага в Коми АССР, работала медсестрой.
В 1947 году вышла на свободу, проживала с дочерью на станции Куропаткино Ташкентской железной дороги.

## Семья
Отец — Пётр Алексеевич Красильников, купец, присяжный поверенный.
Мать — акушерка.
Дед — Алексей Максимович Красильников (1840—1896), городской голова Севастополя.
Брат деда — Иван Максимович Красильников, городской голова Севастополя.

## В литературе
- Петкевич Т. В. Жизнь — сапожок непарный, 1993